# Adalberto Libera
Adalberto Libera, född 16 juli 1903 i Villa Lagarina, nära Trento, död 17 mars 1963 i Rom, italiensk arkitekt. 
Libera avlade arkitektexamen 1928 vid Scuola Superiore di Architettura. Han var med att grunda MIAR (Movimento Italiano per l'Architettura Razionale). MIAR var baserat i Rom och en konkurrent till Gruppo 7 (i vilken exempelvis Giuseppe Terragni verkade) och som fanns i Milano och Como. 
Libera bjöds av Ludwig Mies van der Rohe att delta i Weissenhofutställningen i Stuttgart 1927 vilket han emellertid avböjde. 
Hans nära kontakter med den fascistiska regimen gav honom många uppdrag för offentliga byggnadsverk under 1930-talet. Hans mest kända verk från denna tid är kongresspalatset i EUR söder om Rom.
Under efterkrigstiden verkade han i sin hemstad Trento där han 1954 utformade en lokal regeringsbyggnad (Palazzo della Regione Autonoma Trentino Alto Adige).

## Byggnader
- Palazzo delle Poste vid Via Marmorata, Rom (1932)
- Palazzine i Ostia Mare (1932-1934)
- Palazzo delle Poste i kvarteret Aventino i Rom (1933-1934, med Mario De Renzi)
- Palazzo dei Congressi i EUR, Rom (1938)
- Casa Malaparte på Capri (1938)
- Palazzine I.E.E.P.  vid Via Pessina, Cagliari (1950-1953)
- Bostadshus i Tuscolano-kvarteren i sydöstra Rom (1950-1954)
- Padiglione della Cassa per il Mezzogiorno, Fiera di Cagliari (1953)
- Cinema Airone i Rom (1955)
- Cattedrale di Cristo Re dei Secoli i La Spezia (1956-1969)
- Delar av Villaggio Olimpico till olympiska spelen 1960 i Rom
- Il Palazzo della Regione Autonoma Trentino Alto Adige i Trento